# Роб Левин
Робер Левин (16. децембар 1955 — 15. септембар 2006), такође познат и као Лило, био је оснивач Фринод (freenode) ИРЦ мреже и извршни директор непрофитне организације  која је финансирала Фринод. Бавио се програмирањем од 1968. године, а радио је као администратор и програмер апликација од 1978. године па надаље. Од 1994. године, радио је на поспешивању употребе ИРЦ-а за слободне пројекте и пројекте отвореног кода.
12. септембра 2006. године, ударио га је аутомобил док је возио бицикл у Хјустону, у Тексасу. Након судара, био је хоспитализован неколико дана. Умро је 15. септембра

## Порекло његовог надика
Супротно општем мишљењу, надимак Лило није настао од лоадера за линукс нити филма Лило и Стич. Надимак долази од главног женског лика (Лило) научнофантастичног романа Џона Варлија Врућа линија Офијући (енгл. The Ophiuchi Hotline).